# Église Notre-Dame de Royan
Pour les articles homonymes, voir Église Notre-Dame et Notre-Dame.
L'église Notre-Dame de Royan est une église catholique construite en trois ans par les architectes Guillaume Gillet et Marc Hébrard, en collaboration avec les ingénieurs Bernard Lafaille († 1955) puis René Sarger. Elle est considérée comme un chef-d'œuvre de l'architecture moderne.

## Histoire
Après les bombardements du 5 janvier 1945 qui détruisent l'ancien sanctuaire néo-gothique qui datait de 1874 (localisé au niveau de l'actuelle place Charles-de-Gaulle), il est décidé de construire un édifice de plus grande taille, inspiré par l'esthétique des grandes cathédrales gothiques.
Le 17 juillet 1955, la première pierre est posée par l'évêque Xavier Morilleau. Elle est entièrement construite en béton brut.
L'architecte est Guillaume Gillet, assisté de Marc Hébrard, tandis que l'ingénieur-conseil Bernard Laffaille puis son confrère René Sarger réalisent les études de béton armé.
Le gros œuvre achevé, l'église est inaugurée le 10 juillet 1958 par Mgr Morilleau. Au fil des années suivantes, les crédits autorisent la construction du grand orgue, la réalisation et la pose de vitraux complémentaires, de l'auvent et d'ornements cultuels divers.
Elle est classée au titre des monuments historiques en 1988.

## Caractéristiques

### Dimensions
Ses dimensions sont : une nef en ellipse de 45 mètres de long sur 22 mètres de large pouvant contenir environ 2 000 personnes, flanquée d'un déambulatoire et d'une tribune située à trois mètres du sol. Cette tribune est éclairée par des vitraux en forme de losange figurant le Chemin de croix.
La structure du bâtiment est composée d'une alternance d'éléments en béton armé précontraints en V (système Laffaille, du nom de l'ingénieur Bernard Laffaille, qui a mis au point le procédé) alternant avec d'immenses verrières couvrant 500 m2, œuvres du maître verrier Henri Martin-Granel.
La toiture, en « selle de cheval » (paraboloïde hyperbolique) a une épaisseur de seulement 8 centimètres, ce qui représente une prouesse pour l'époque. À l'intérieur de l'édifice, les voûtes paraboliques atteignent 36 mètres aux extrémités, et 28 mètres au centre.
Le chœur est éclairé par un vitrail composé d'un triangle de verres colorés à dominante bleue et rose, représentant la Vierge de l'apocalypse écrasant le serpent du mal, une œuvre du peintre Claude Idoux.

### Mobilier
On peut également voir à l'intérieur de l'église plusieurs œuvres d'art. Sont classés objets monuments historiques :
- par Guillaume Gillet :
  - six chandeliers porte cierge[8]
  - un bénitier en pierre[9]
  - un bénitier[10]
  - quatre confessionnaux[11]
  - banc de célébrant et quatre tabourets d'enfants de chœur[12] (Guillaume Gillet - ateliers de Mornac)
  - clôture de choeur (table de communion)[13]
- par Gaston Watkin grand prix de Rome de sculpture :
  - une vierge noire en bronze[14]
- par Jacques Perret :
  - une ferronnerie symbolisant saint Joseph[15]
  - une statue moderniste en métal représentant Jeanne d'arc[16]
  - descente de croix[17]
  - une statue moderniste en métal symbolisant la vierge[18]
- par Jean-Pierre Pernot :
  - une statue de saint Antoine de Padoue[19]
- autres :
  - une statue de l'artiste local Nadu Marsaudon représentant sainte Thérèse[20]
  - chape de laie et soie[21]
  - un lutrin[22]
  - une maquette de navire, ex-voto[23] (fin XVIIIe siècle)

### Clocher
Le clocher, haut de 60 mètres, est surmonté par une croix de six mètres. Il se dresse au-dessus d'une esplanade formant parvis, où se trouve un autel destiné à des célébrations religieuses en plein air.
Répondant au souhait de Max Brusset, maire de Royan, Guillaume Gillet a conçu le clocher pour qu'il redresse la silhouette de la ville en créant un signal vertical fort, un amer visible depuis l'océan comme depuis l'entrée de la ville.

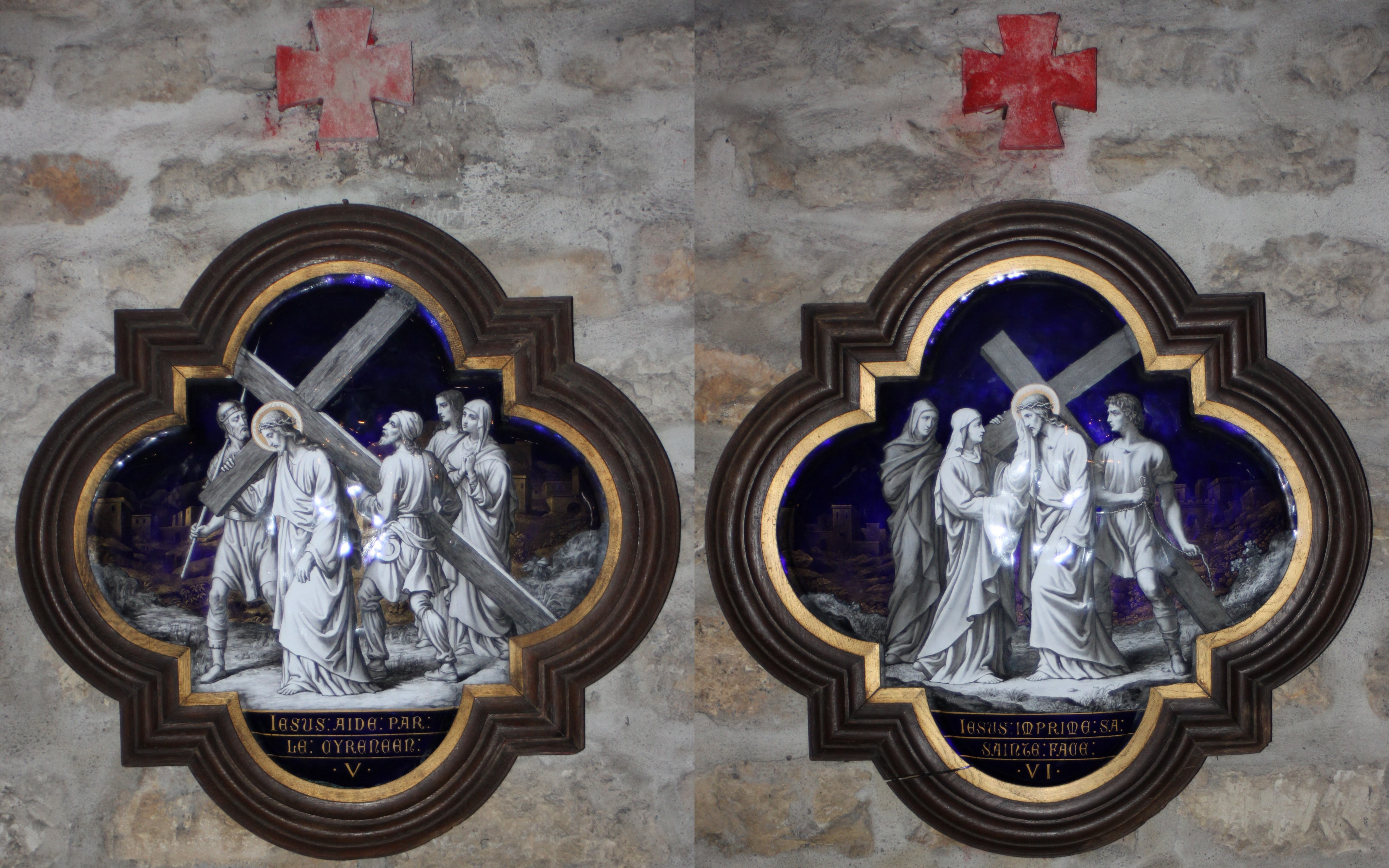
Les stations 5 et 6 du chemin de croix de l'ancienne église, épargnés.
Le clocher de l'église.
L'autel extérieur et le revers du vitrail de la Vierge.
La nef s'inspire de l'esthétique gothique.
Détail des tribunes supérieures.
Tribunes inférieures.
L'intérieur de l'église
Le chœur.

## Cloches
Le clocher abrite une sonnerie de 3 cloches de volée, fondues en 1958 par la fonderie Paccard.
- Catherine : fa 3 — 900 kg, « Je chante la joie de la Résurrection dans le Christ »
- Marie-Véronique : sol 3 — 650 kg, « J'appelle à la prière pour les victimes du 5 janvier 1945 »
- Marie-Madeleine-Céleste : la 3 — 460 kg, « J'appelle à l'amour fraternel et à la paix »

Le chanoine Raud, qui fut très investi dans la construction de l'église, avait un projet concernant cette sonnerie de cloches. Il souhaitait, après l'installation des trois cloches, y ajouter par la suite un bourdon (do 3). La place a été réservée pour cela dans le clocher en laissant l'espace nécessaire sous les trois cloches actuelles. Les problèmes que rencontrera l'édifice par la suite ajourneront définitivement le projet. Une telle cloche pèserait environ 2 tonnes et ébranlerait fortement le clocher lorsqu'elle sonne à la volée.

## Grandes orgues

Les grandes orgues.

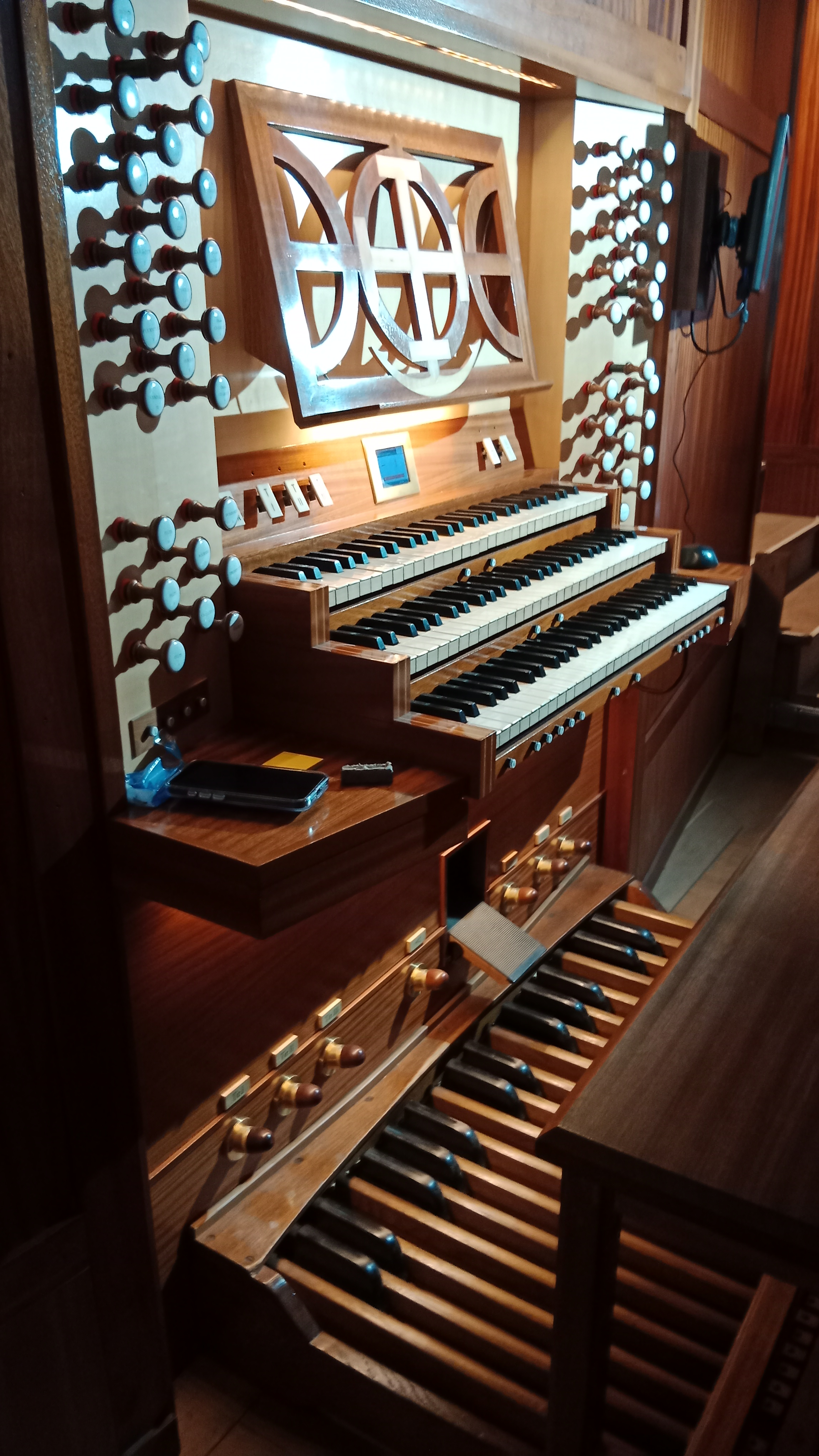
Claviers de l'orgue de Notre-Dame de Royan.

L'orgue, placé en tribune (façade ouest), a été inauguré en 1964 et terminé en 1984. Il est considéré par certains organistes comme un instrument exceptionnel. C’est le premier « grand seize pieds » en étain martelé construit depuis le XVIIIe siècle. Il est l'œuvre de Robert Boisseau.
Cet instrument est désormais, tout comme l'église qui l'abrite, classé monument historique depuis 2006. Il a été démonté en janvier 2014 pour une importante restauration réalisée par l'atelier spécialisé  « Béthines les orgues ». Remonté en 2019, il a été inauguré le 22 octobre par Thomas Ospital.
L'organiste titulaire est Emmanuelle Piaud ; elle a succédé à Jacques Dussouil titulaire de 1966 à juin 2016.
L'orgue comporte 48 jeux répartis sur trois claviers et un pédalier.

Composition de l'orgue :
| Grand Orgue | Positif | Récit expressif | Pédale | Accessoires                                                                              |
| --- | --- | --- | --- | ---------------------------------------------------------------------------------------- |
| - Montre 16 - Montre 8 - Bourdon 8 - Prestant 4 - Grosse Tierce 3 1/5 - Nazard 2 2/3 - Doublette 2 - Petite Tierce 1 3/5 - Dessus de Cornet V - Fourniture V - Cymbale IV - Trompette 8 - Clairon 4 - Chamade 8 - Chamade 4 | - Montre 8 - Bourdon 8 - Prestant 4 - Nazard 2 2/3 - Quarte de Nazard 2 - Doublette 2 - Tierce 1 3/5 - Fourniture IV - Cymbale III - Trompette 8 - Cromorne 8 - Voix humaine - Tremblant | - Principal 8 - Voix Céleste 8 - Flûte 8 - Principal 4 - Flûte 4 - Flûte 2 - Sifflet 1 - Cornet V - Plein Jeu IV - Bombarde 16 - Trompette 8 - Hautbois 8 - Clairon 4 - Trémolo | - Flûte 16 - Sous-basse 16 - Flûte 8 - Flûte 4 - Bombarde 16 - Trompette 8 - Clairon 4 - Chalumeau 4 (chamade) | - Positif/Grand Orgue - Récit/Grand Orgue - Tirasse G.O. - Positif - Récit - Combinateur |

## Tombeau de Guillaume Gillet
Depuis 1996, le déambulatoire de l'église abrite le tombeau de son principal architecte, Guillaume Gillet, qui considérait l'édifice comme son chef-d'œuvre.

## Monument sous surveillance
Mis en œuvre rapidement dans un souci d'économie, le béton s'est trop vite dégradé. Le bâtiment a souffert de l'air salin et d'importants travaux restent à réaliser pour assurer sa survie. L'association pour la défense de l'église de Royan (Ader) a été créée en 2008 pour sensibiliser l'opinion et organiser la sauvegarde de l'édifice.

### Restauration des années 1990
Le clocher et son beffroi de charpente ont été restaurés de 1994 à 1996. La réparation des vitraux a été terminée en 1999.

### Restauration des années 2010
Étalés entre 2013 et 2019, les travaux se déroulent en cinq tranches : 
1. La première pour l'auvent ouest
2. La deuxième pour l'élévation ouest
3. La troisième pour les couvertures du bas-côté nord
4. La quatrième pour les couvertures du bas-côté sud
5. La cinquième pour les terrasses et des portiques nord et sud.

Le montant total des restaurations s'élève à 4 200 000 € TTC avec 37 % pris en charge par l'État, 30 % par la ville, 25 % par le Conseil général et 8 % par la Région.

### Articles
- Grégoire Allix, « Notre-Dame de Royan, monument en péril, attend ses sauveurs », Le Monde,‎ 18 septembre 2008 (lire en ligne )
- Philippe Oudin, « Restauration du clocher de l'église Notre-Dame, Royan, Charente-Maritime », in Monumental, no 16 (mars 1997), spécial « Le béton et les monuments historiques », p. 67-77

### Ouvrages
- Rose Gillet (textes recueillis et présentés par) (préf. Philippe Most), Notre-Dame de Royan : Guillaume Gillet, architecte, Royan, Bonne Anse, coll. « 50e anniversaire de la reconstruction de la ville de Royan », 2005, 112 p., 17x24 cm (ISBN 2-9523431-7-9, présentation en ligne)

### Filmographie
- Michel Toutain, L'Église Notre-Dame de Royan, Pyramide production, coll. « Histoires d'architectures », Limoges, 2002, coul., 26 min.